# NGC 4300
NGC 4300 ist eine Spiralgalaxie vom Hubble-Typ Sa im Sternbild Jungfrau am Nordsternhimmel. Sie ist schätzungsweise 99 Millionen Lichtjahre von der Milchstraße entfernt. Die Galaxie wird unter der Katalognummer VVC 492 als Teil des Virgo-Galaxienhaufens gelistet.

Das Objekt wurde am 17. April 1786 von Wilhelm Herschel entdeckt.